# Liste de films de momies
Au cinéma, une momie est une personne momifiée qui revient à la vie, le plus souvent au travers d'une malédiction qui se réalise. Dans la grande majorité des films, il n'y a qu'une seule momie et il s'agit d'un film d'horreur.
Voici une liste non exhaustive de films mettant en scène une momie :
| Titre VF                                        | Titre VO                                          | Réalisateur                                         | Année | Origine                           |
| ----------------------------------------------- | ------------------------------------------------- | --------------------------------------------------- | ----- | --------------------------------- |
| Le Roman de la momie                            |                                                   | Albert Capellani                                    | 1911  | France                            |
| La Flamme éternelle                             | The Undying Flame                                 | Maurice Tourneur                                    | 1917  | États-Unis                        |
| La Momie                                        | The Mummy                                         | Karl Freund                                         | 1932  | États-Unis                        |
| L'Homme à l'oreille cassée                      | L'Homme à l'oreille cassée                        | Robert Boudrioz                                     | 1934  | France                            |
| La Main de la momie                             | The Mummy's Hand                                  | Christy Cabanne                                     | 1940  | États-Unis                        |
| L'Enfer vert                                    | Green Hell                                        | James Whale                                         | 1940  | États-Unis                        |
| La Tombe de la Momie                            | The Mummy's Tomb                                  | Harold Young                                        | 1942  | États-Unis                        |
| Le Fantôme de la Momie                          | The Mummy's Ghost                                 | Reginald Le Borg                                    | 1944  | États-Unis                        |
| La Malédiction de la Momie                      | The Mummy's Curse                                 | Leslie Goodwins                                     | 1944  | États-Unis                        |
| Deux nigauds et la momie                        | Abbott and Costello Meet the Mummy                | Charles Lamont                                      | 1955  | États-Unis                        |
| La Malédiction des pharaons                     | The Mummy                                         | Terence Fisher                                      | 1959  | Royaume-Uni                       |
| Le Fossoyeur de la pleine lune                  | La Casa del terror                                | Gilberto Martínez Solares                           | 1960  | Mexique                           |
| Les Maléfices de la momie                       | The Curse of the Mummy's Tomb                     | Michael Carreras                                    | 1964  | Royaume-Uni                       |
| Dans les griffes de la momie                    | The Mummy's Shroud                                | John Gilling                                        | 1967  | Royaume-Uni                       |
| La Momie                                        | Al-Mummia                                         | Chadi Abdel Salam                                   | 1969  | Égypte                            |
| Dracula contre Frankenstein                     | Los monstruos del terror                          | Hugo Fregonese, Tulio Demicheli, Eberhard Meichsner | 1970  | Espagne Allemagne Italie          |
| La Momie sanglante                              | Blood from the Mummy's Tomb                       | Seth Holt Michael Carreras                          | 1971  | Royaume-Uni                       |
|                                                 | L'etrusco uccide ancora                           | Armando Crispino                                    | 1972  | Italie                            |
| La Malédiction de la vallée des rois            | The Awakening                                     | Rafael Lanuza                                       | 1980  | Royaume-Uni                       |
| Fondu au noir                                   | Fade to Black                                     | Vernon Zimmerman                                    | 1980  | États-Unis                        |
| Devil story                                     | Devil Story - Il était une fois le Diable         | Bernard Launois                                     | 1985  | France                            |
| Le Mystère de la pyramide                       | The Tomb                                          | Fred Olen Ray                                       | 1986  | États-Unis                        |
| The Monster Squad                               | The Monster Squad                                 | Fred Dekker                                         | 1987  | États-Unis                        |
| Waxwork                                         | Waxwork                                           | Anthony Hickox                                      | 1988  | États-Unis                        |
| Darkside, les contes de la nuit noire           | Tales from the Darkside: The Movie                | John Harrison                                       | 1990  | États-Unis                        |
| L'Étrange Noël de Monsieur Jack                 | The Nightmare Before Christmas                    | Henry Selick                                        | 1993  | États-Unis                        |
| Chamanka                                        | Szamanka                                          | Andrzej Zulawski                                    | 1996  | Pologne France Suisse             |
| La Légende de la momie                          | Legend of the Mummy                               | Jeffrey Obrow                                       | 1997  | États-Unis                        |
| La Malédiction de la Momie                      | Tale of the Mummy                                 | Russell Mulcahy                                     | 1998  | États-Unis Luxembourg Royaume-Uni |
| The Eternal: Kiss of the Mummy                  | Trance                                            | Michael Almereyda                                   | 1999  | États-Unis                        |
| La Momie                                        | The Mummy                                         | Stephen Sommers                                     | 1999  | États-Unis                        |
| Le Retour de la momie                           | The Mummy Returns                                 | Stephen Sommers                                     | 2001  | États-Unis                        |
| Belphégor, le fantôme du Louvre                 | Belphégor, le fantôme du Louvre                   | Jean-Paul Salomé                                    | 2001  | France                            |
| Bubba Ho-tep                                    | Bubba Ho-tep                                      | Don Coscarelli                                      | 2003  | États-Unis                        |
| La Malédiction du pharaon                       | The Curse of King Tut's Tomb                      | Russell Mulcahy                                     | 2006  | États-Unis                        |
| La Nuit au musée                                | Night at the Museum                               | Shawn Levy                                          | 2006  | États-Unis                        |
| La Momie : La Tombe de l'empereur Dragon        | The Mummy: Tomb of the Dragon Emperor             | Rob Cohen                                           | 2008  | États-Unis Allemagne              |
| La Nuit au musée 2                              | Night at the Museum 2 : Battle of the Smithsonian | Shawn Levy                                          | 2009  | États-Unis, Canada                |
| Les Aventures extraordinaires d'Adèle Blanc-Sec | Les Aventures extraordinaires d'Adèle Blanc-Sec   | Luc Besson                                          | 2010  | France                            |
| Hôtel Transylvanie                              | Hotel Transylvania                                | Genndy Tartakovsky                                  | 2012  | États-Unis                        |
| La Malédiction de la pyramide                   | Prisoners of the Sun                              | Roger Christian                                     | 2013  | États-Unis Allemagne              |
| I, Frankenstein                                 | I, Frankenstein                                   | Stuart Beattie                                      | 2014  | Australie, États-Unis             |
| The Pyramid                                     | The Pyramid                                       | Grégory Levasseur                                   | 2014  | États-Unis                        |
| Hôtel Transylvanie 2                            | Hotel Transylvania 2                              | Genndy Tartakovsky                                  | 2015  | États-Unis                        |
| La Momie                                        | The Mummy                                         | Alex Kurtzman                                       | 2017  | États-Unis                        |

## Les courts-métrages
- Cléopâtre de Georges Méliès (1899), court-métrage de 2 minutes,
- The Haunted Curiosity Shop de Walter R. Booth (1901), court-métrage,
- Les Yeux de la momie (Die Augen der Mumie Ma) de Ernst Lubitsch, (1918), moyen-métrage,